# Герцог Монторо

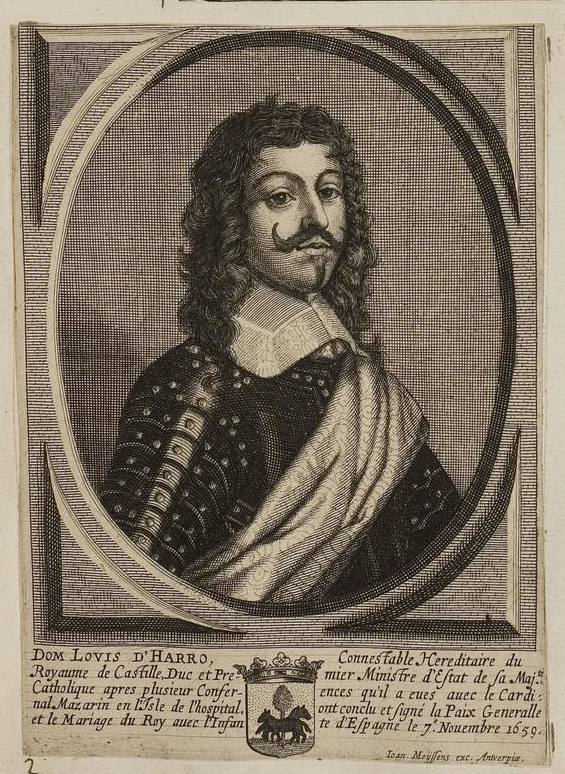
Луис Мендес де Аро и Гусман, 6-й маркиз дель Карпио, 1-й герцог де Монторо (1598—1661)

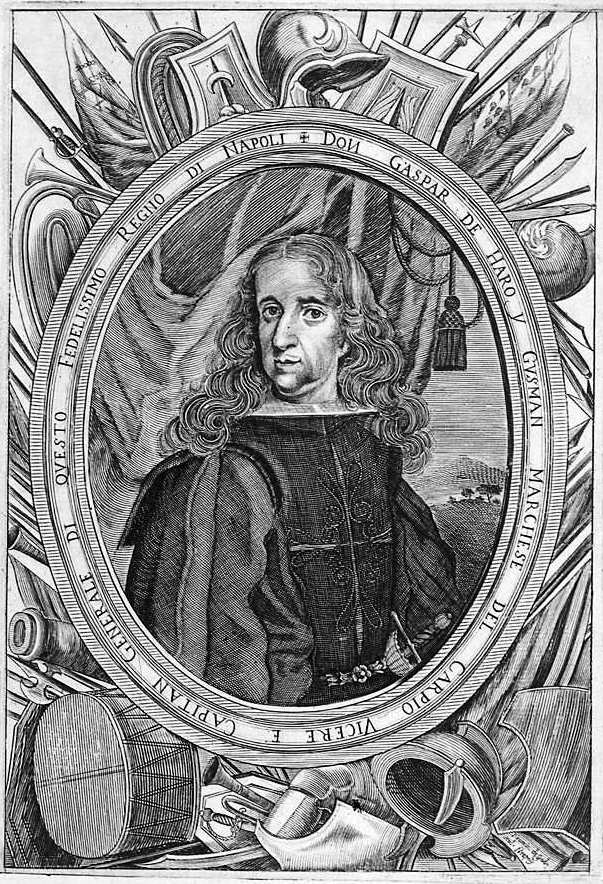
Гаспар де Аро, 2-й герцог де Монторо, 7-й маркиз дель Карпио (1629—1687)

Герцог де Монторо — испанский дворянский титул, созданный 12 апреля 1660 года королем Филиппом IV для Луиса Мендеса де Аро (1598—1661), старшего сына и преемника Диего Лопеса де Аро, 5-го маркиза Карпио.
Название герцогского титула происходит от названия муниципалитета Монторо, провинция Кордова, автономное сообщество Андалусия.
В 1994 году Каэтана Фитц-Джеймс Стюарт, 28-я герцогиня Альба-де-Тормес передала титул герцогини де Монторо своей единственной дочери, Марии Эухении Мартинес де Ирухо и Фитц-Джеймс Стюарт (род. 1968).

## Герцоги де Монторо
|                                             | Титул | Период                                      |
| Креация создана королем Испании Филиппом IV | Креация создана королем Испании Филиппом IV | Креация создана королем Испании Филиппом IV |
| ------------------------------------------- | --- | ------------------------------------------- |
| I                                           | Луис де Харос-и-Гусман (17 февраля 1598 — 20 ноября 1661), старший сын Диего Лопеса де Аро Сотомайора, 5-го маркиза дель Карпио (ок. 1590 — ?) от первого брака с Франсиской де Гусман и Пиментель                                                                      | 1660-1661                                   |
| II                                          | Гаспар де Харос-и-Фернандес де Кордова (1 июня 1629 — 16 ноября 1687), старший сын предыдущего и Каталины Фернандес де Кордорвы и Фолк де Кардоны | 1661-1687                                   |
| III                                         | Каталина де Харос и Энрикес (3 марта 1672—1733), единственная дочь Гаспара Мендеса де Аро и Фернандеса де Кордовы, 7-го маркиза де Карпио (ок. 1650—1687), и Терезы Энрикес де Кабреры и Альварес де Толедо (ум. 1716)                                                  | 1687-1733                                   |
| IV                                          | Мария Тереса Альварес де Толедо и Аро (18 сентября 1691 — 15 января 1755), единственная дочь Франсиско Альвареса де Толедо, 10-го герцога Альбы (1662—1739), и Каталины Мендес де Аро и Гусман, 8-й маркизы дель Карпио (1672—1733)                                     | 1733-1755                                   |
| V                                           | Фернандо де Сильва и Альварес де Толедо (27 октября 1714 — 15 ноября 1776), сын Хосе Мануэля де Сильва и Толедо, 10-го графа Гальве, и Марии Терезы Альварес де Толедо, 11-й герцоги Альба-де-Тормес (1739—1755)                                                        | 1755-1776                                   |
| VI                                          | Мария Тереса Каэтана де Сильва и Альварес де Толедо (10 июня 1762 — 23 июля 1802), дочь Франсиско де Паула де Сильвы и Толедо Португаля, 12-го графа де Алькаудете (1733—1770), и Марии дель Пилар Аны де Сильвы Базан и Сармьенто, 9-й герцогини де Уэскар (1739—1784) | 1776-1802                                   |
| VII                                         | Карлос Мигель Фитц-Джеймс Стюарт и Сильва (19 мая 1794 — 7 октября 1835), второй сын Хакобо Фелипе Карлоса Фитц-Джеймса Стюарта, 5-го герцога де Бервика (1773—1794), и Марии Тересы де Сильвы Фернандес де Ихар и Палафокс (1772—1818)                                 | 1802-1835                                   |
| VIII                                        | Хакобо Фитц-Джеймс Стюарт и Вентимилья (3 июня 1821 — 10 июля 1881), старший сын предыдущего | 1835-1881                                   |
| IX                                          | Карлос Мария Фитц-Джеймс Стюарт и Портокарреро (4 декабря 1849 — 15 октября 1901), единственный сын предыдущего | 1881-1901                                   |
| X                                           | Хакобо Фитц-Джеймс Стюарт и Фалько (17 октября 1878 — 24 сентября 1953), старший сын предыдущего | 1901-1953                                   |
| XI                                          | Каэтана Фитц-Джеймс Стюарт и Сильва (28 марта 1926 — 20 ноября 2014), единственная дочь предыдущего | 1953-1994                                   |
| XII                                         | Эухения Мартинес де Ирухо и Фитц-Джеймс Стюарт (род. 26 ноября 1968), единственная дочь предыдущей и Луиса Мартинеса де Ирухо (1919—1972) | 1994 — настоящее время                      |